# Es Devlin
Pour les articles homonymes, voir Devlin.
Esmeralda Devlin dit Es Devlin, née en 1971 à Kingston upon Thames, est une artiste, scénographe et costumière britannique.

## Biographie
Elle a reçu trois Laurence Olivier Awards : « Meilleure création de costumes » en 2006 et « Meilleurs décors » en 2014 et 2015.
Elle est également membre de l'ordre de l'Empire britannique.
Elle reçoit en 2015 un International Opera Award dans la catégorie « décoratrice ».